# Fleur de Lampaul
Pour les articles homonymes, voir Lampaul.
Fleur de Lampaul est une gabare française dont la construction débuta en octobre 1947. Il appartient aujourd'hui à la société Fleur de Lampaul, basée à Lorient et créée par Grégoire Loizeau et Tristan Hamon. Fleur de Lampaul effectue des croisières en France, Norvège, Ecosse et Irlande et accueille à son bord des évènements à quai.
Fleur de Lampaul fait l'objet d'un classement au titre des monuments historiques depuis le 21 janvier 1987.

## Propriétaires deFleur de Lampaul
- 1948 - 1975 : Famille Le Guen originaire de Lampaul-Plouarzel
- 1975 - 1985 : François Bescond
- 1985 - 2002 : Charles  Hervé-Gruyer
- 2002[2] - 2010 : Fondation Nicolas-Hulot
- 2010 - 2022 : Gilles et Sylvie Auger
- 2022 - Aujourd'hui : Société Fleur de Lampaul, créée par Grégoire Loizeau et Tristan Hamon

## Historique

### Activité initiale
Le bateau Fleur de Lampaul est une gabare française construit en 1947-1948 par les chantiers Keraudren de Camaret pour le compte de la famille Le Guen de Lampaul-Plouarzel. Cette construction a nécessité 300 m3 de chêne. Il fut mis à l'eau le 9 avril 1948.
Jusqu'en 1952, date où François Le Guen décida de quitter le métier de sablier pour naviguer au commerce, cette entreprise familiale était composée des trois frères Le Guen : Yves, Jacques et François ainsi que de leur beau-frère Jean-Yves Joncqueur époux de jeanne le Guen. De cette date jusqu'en 1971, ils ont donc navigué à 3 mais Jean-Yves Joncqueur fut contraint d'arrêter à cause d'un problème visuel le rendant inapte à la navigation. De 1971 au 31 décembre 1974, date de désarmement de Fleur de Lampaul, seul Yves et Jacques naviguèrent à bord.
Il est au départ voilier de charge (servant à transporter des marchandises et matières premières), puis son activité principale est devenue l'extraction et le transport de sable de l'Aber-Ildut sur Brest, Landerneau et Châteaulin. À certaines périodes de l'année, il transportait aussi des primeurs de Roscoff sur l'Angleterre, de Noirmoutier sur Brest. Fleur de Lampaul a été armé par la famille Le Guen jusqu'au départ à la retraite de Jacques et Yves Le Guen en 1975.

### Reconversion

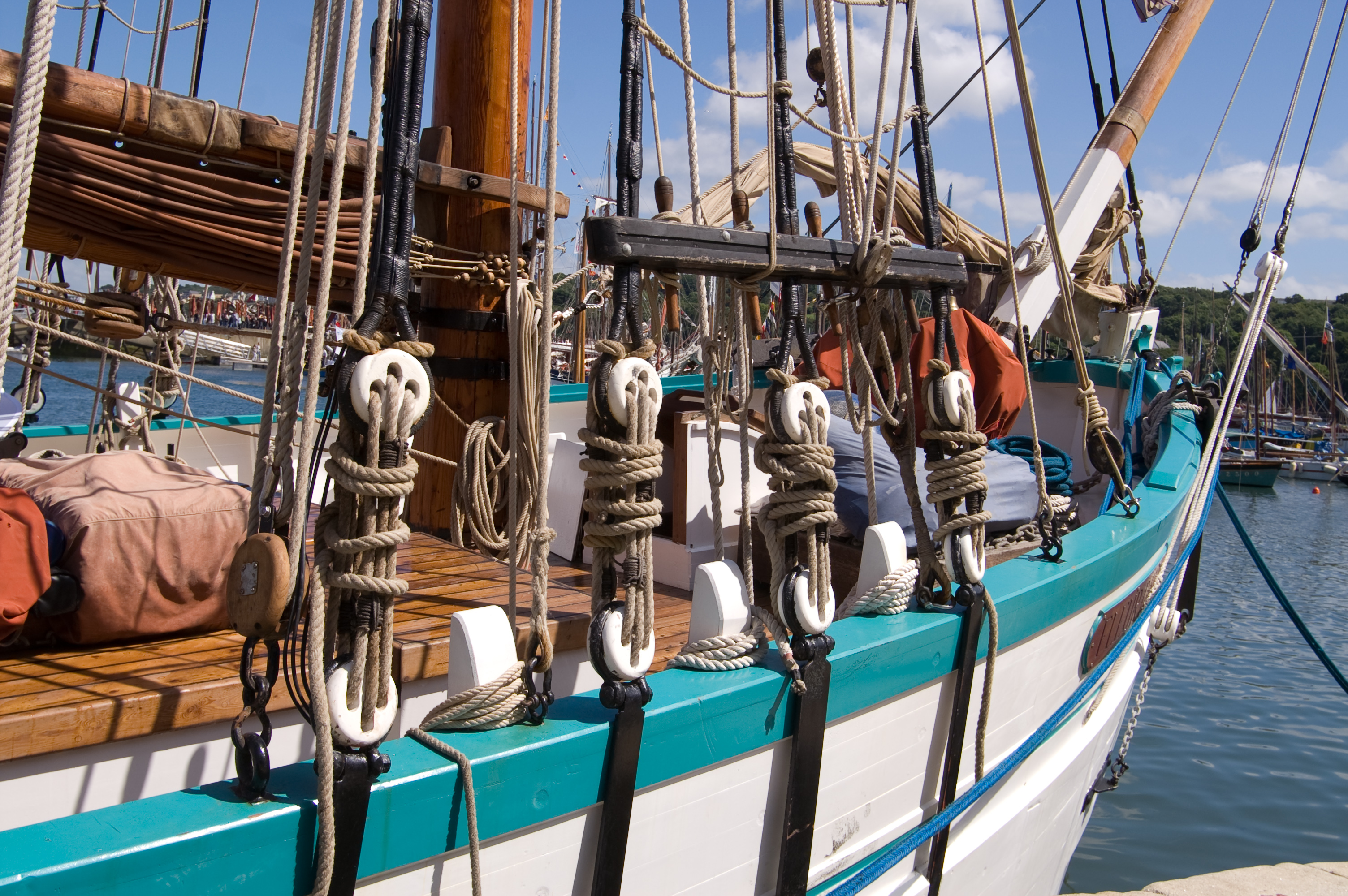
Fleur de Lampaul

#### Voilier école
Il a été vendu ensuite à M. Bescond de Saint-Pabu qui l'a utilisé pour l’extraction de sable de l'Aber-Benoît pendant une dizaine d'années. Le bateau est alors entièrement motorisé, la voile a disparu. En 1983, Fleur de Lampaul a été abandonné et laissé sans soin sur une vasière de l’Aber-Benoît.
C'est à partir de 1985 que son sort change radicalement lorsqu'il devient voilier-école. À ce titre il accueille des enfants et adolescents dans une optique de formation culturelle.
En 1987 il est classé monument historique et il devient librairie itinérante jusqu'en 1990. Il devient ensuite le voilier océanographique des enfants et accueille des scientifiques.

#### Séries documentaires
Dans les années 1990, des enfants embarquent sur Fleur de Lampaul pour des voyages autour du monde. Ces expéditions donneront lieu à plusieurs séries documentaires de Charles Hervé-Gruyer :
- Les Enfants dauphins ou L'Extraordinaire Aventure  (1991), 52 min

- Peuples de l'eau (1993), série documentaire en 16 épisodes : des enfants partent pendant 26 mois pour découvrir la flore et la faune des océans[3].

- Jeunes marins reporters (1997), série documentaire diffusée sur La Cinquième (puis rediffusée sur Canal J ou encore Gulli) : les enfants choisis font le tour du monde sur Fleur de Lampaul avec pour but de découvrir les merveilles culturelles et naturelles. Ils rencontrent par exemple les Indiens Wayana d'Amazonie et découvrent les baleines blanches. Cette série a été rassemblée en 3 films vidéo :
  - Océan : En route vers l'Amazonie (1 h 10)
  - Baleines : Mer du sud et récif de corail (1 h 40)
  - Amazonie : Les Indiens Wayana (1 h 40)

- L'Appel de la mer (1997), série documentaire en 12 épisodes : voyage de 3 mois sur les côtes françaises qui donne l'occasion aux enfants de découvrir l'univers maritime.

- Les Enfants de l'an 2000 (1999-2001), série documentaire en 26 épisodes diffusée sur La Cinquième : Des enfants de nationalités différentes feront cette fois un tour du monde de 3 ans. Le but est là encore de sensibiliser les enfants aux liens qui unissent l'homme à la nature, à la veille du nouveau millénaire. Les escales seront entre autres le Cap-Vert, Cuba, Chypre, Nuku Hiva, la Mélanésie ou encore le Parc national de Kakadu en Australie[4].

Des livres ont également été publiés :
- Le Tour du monde par les îles, par Raphaëlle Bergeret et l'équipage du Fleur de Lampaul, Gallimard Jeunesse :
  - Enfants de l'Atlantique, de Madère au Cap-Vert, 1999  (ISBN 2-07-052727-1)
  - Enfants des Caraïbes, de la Guyane à Panama, 1999  (ISBN 2-07-052970-3)
  - Enfants de Polynésie, de l'île de Pâques à Tahiti, 2000  (ISBN 2-07-054307-2)
  - Enfants d'Océanie, de Nouvelle-Calédonie en Australie, 2001  (ISBN 2-07-054515-6)
  - Enfants de l'océan Indien, de Bali aux Maldives, 2001  (ISBN 2-07-054934-8)
  - Enfants de Méditerranée, de Chypre aux Éoliennes, 2001  (ISBN 2-07-054935-6)

#### Fondation Nicolas-Hulot

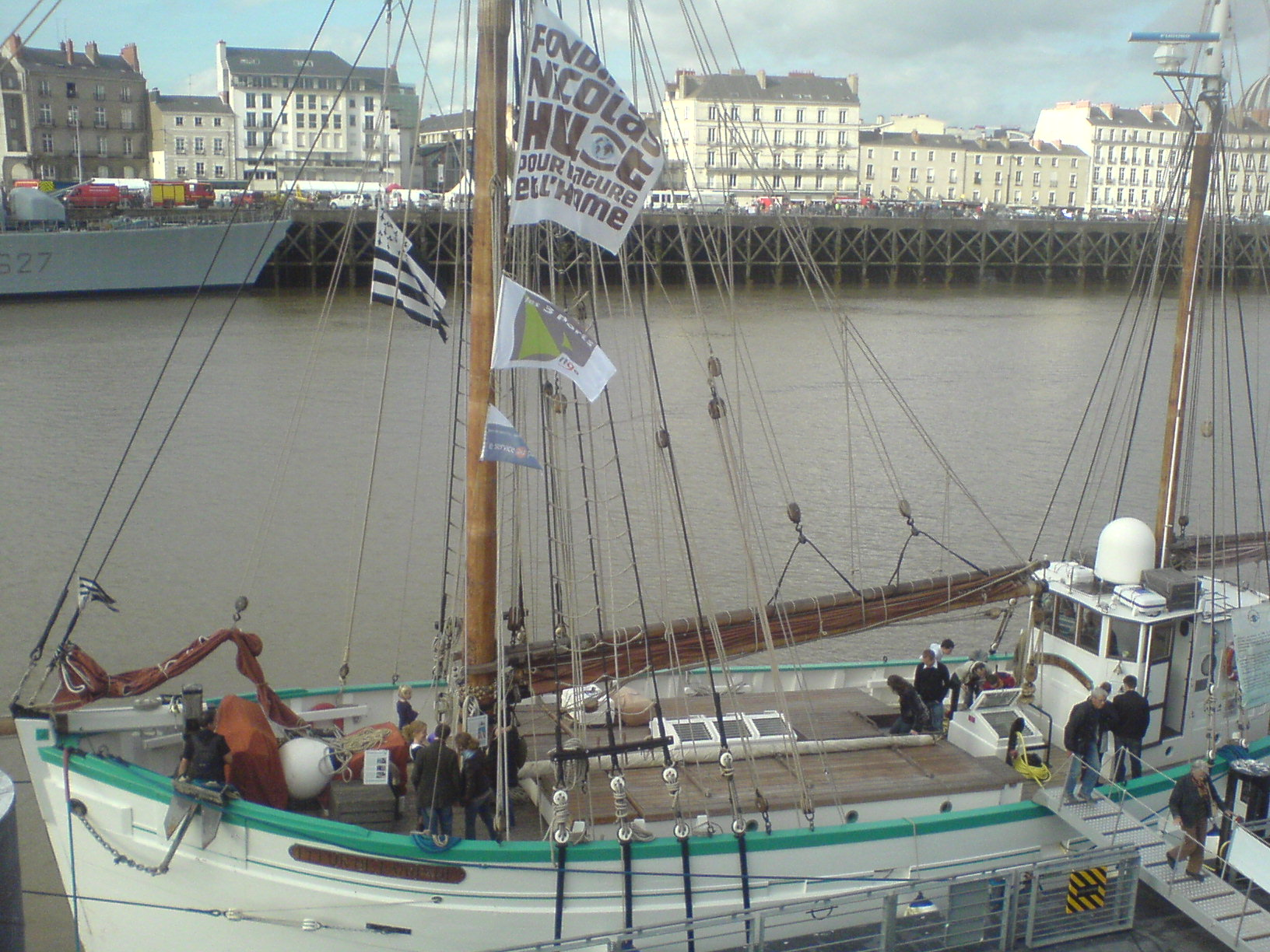
Fleur de Lampaul accostée au ponton des chantiers sur l'Île de Nantes à l'occasion du départ de la Solidaire du Chocolat (octobre 2009)

En 2002, le bateau est racheté par la Fondation Nicolas-Hulot. À ce titre, il garde totalement son utilité pédagogique. Il a désormais pour mission de faire découvrir la richesse de notre[Qui ?] patrimoine et mobilise les acteurs de la gestion du littoral autour de la protection du milieu marin. Il a été complètement restauré en 2004-2005 au chantier Bernard de Saint-Vaast-la-Hougue dans la presqu’île du Cotentin.
On retrouve Fleur de Lampaul lors de grandes manifestations nautiques comme la Solidaire du Chocolat, une nouvelle transat sportive, solidaire et événementielle qui relie Nantes / Saint-Nazaire à Progreso dans le Yucatan (Mexique).

#### Voilier de croisière
Dans un repositionnement stratégique de son action, la Fondation Nicolas-Hulot décide de se séparer de Fleur de Lampaul et de le vendre à l'entreprise Nordet Croisière en 2010.
Amarré au côté du chantier naval Bernard sur le port de Saint-Vaast-la-Hougue, Fleur de Lampaul effectue désormais des croisières, allant de la côte normande jusqu'en Norvège.
En 2021, Sylvie et Gilles Auger décident de passer la main et revendent la Fleur de Lampaul à la société du même nom, créée par Grégoire Loizeau et Tristan Hamon avec plusieurs investisseurs. Depuis, l'exploitation de la Fleur de Lampaul est confiée à la société Loizon Sailing qui proposent des croisières en France, Norvège, Ecosse et Irlande.

## Matériaux de construction
Fleur de Lampaul a été construit dans différents matériaux : 
- La quille est en orme.
- La coque (étrave, étambot, membrures, carlingue, vaigrage, serre, préceinte, plat-bord, bordés) est en chêne de première qualité.
- Les pavois et le pont sont en sapin rouge.
- Les mâts, le bout dehors et les vergues sont en pichpin.

À l'origine, le moteur était un Baudouin DB 6 de 72 chevaux qui, à la commande, valait 750 000 anciens francs, et à la livraison le prix avait augmenté à 1 300 000. Il a été remplacé en 1959 par un moteur D.K.6. de 120 chevaux qui a permis d'augmenter la puissance motrice.